# Kims lek
Kims lek eller Kims spel är en lek eller en övning för scouter eller andra barngrupper. Leken utvecklar en persons förmåga att lägga märke till och komma ihåg detaljer. Namnet kommer från Rudyard Kiplings roman Kim från 1901 där huvudpersonen Kim leker leken under sin träning till spanare.I boken går det till så att Kims tränare lägger fram en ask med blandat innehåll av kuriosa: Ädelstenar, ringar, små figuriner och annat och ger Kim en minut att intensivt studera alla föremålen. Efter det får Kim beskriva allt han sett så detaljrikt som han kan. I början kan han inte alls tävla med sin medspelare men med övning blir han allt bättre.